# Abenteuer im wilden Westen/Episodenliste
Diese Episodenliste enthält alle Episoden der US-amerikanischen Fernsehserie Abenteuer im wilden Westen, sortiert nach der US-amerikanischen Erstausstrahlung. Die Folgen wurden zwischen dem 5. Oktober 1956 und dem 18. Mai 1961 auf CBS erstmals ausgestrahlt.

## Staffeln
| Staffel | Episodenanzahl | Erstausstrahlung USA | Erstausstrahlung USA |
| Staffel | Episodenanzahl | Staffelpremiere      | Staffelfinale        |
| ------- | -------------- | -------------------- | -------------------- |
| 1       | 29             | 05. Oktober 1956     | 21. Juni 1957        |
| 2       | 29             | 04. Oktober 1957     | 06. Juni 1958        |
| 3       | 29             | 02. Oktober 1958     | 04. Juni 1959        |
| 4       | 29             | 01. Oktober 1959     | 05. Mai 1960         |
| 5       | 30             | 06. Oktober 1960     | 18. Mai 1961         |

### Staffel 1
| Nr. (ges.) | Nr. (St.) | Originaltitel              | Erstausstrahlung Vereinigte Staaten | Regie              | Drehbuch                            | Darsteller |
| ---------- | --------- | -------------------------- | ----------------------------------- | ------------------ | ----------------------------------- | --- |
| 1          | 1         | You Only Run Once          | 5. Okt. 1956                        | Felix E. Feist     | John McGreevey                      | Robert Ryan, Cloris Leachman, John Hoyt, Howard Petrie, Whit Bissell, Rayford Barnes, Douglas Fowley, Leo Gordon            |
| 2          | 2         | Fearful Courage            | 12. Okt. 1956                       | Bernard Girard     | Arthur A. Ross                      | Ida Lupino, James Whitmore, Michael Pate                                                                                    |
| 3          | 3         | The Long Road Home         | 19. Okt. 1956                       | Felix E. Feist     | Harold Swanton                      | Dick Powell, Ray Collins, Ainslie Pryor, Robert Armstrong, Francis McDonald, Conrad Janis                                   |
| 4          | 4         | The Unrelenting Sky        | 26. Okt. 1956                       | Felix E. Feist     | Aaron Spelling                      | Lew Ayres, Phyllis Avery, Walter Sande, Steven Geray, Willis Bouchey                                                        |
| 5          | 5         | Lariat                     | 2. Nov. 1956                        | Felix E. Feist     | Aaron Spelling                      | Jack Palance, Constance Ford, Addison Richards                                                                              |
| 6          | 6         | Death Watch                | 9. Nov. 1956                        | Bernard Girard     | Otis Carney                         | Lee J. Cobb, Bobby Driscoll, John Larch                                                                                     |
| 7          | 7         | Stage for Tucson           | 16. Nov. 1956                       | Bernard Girard     | John McGreevey, Harold Shumate      | Eddie Albert, Mona Freeman, John Ericson, Ian MacDonald, DeForest Kelley, Bing Russell                                      |
| 8          | 8         | A Quiet Sunday in San Ardo | 23. Nov. 1956                       | Ted Post           | James Edmiston, Aaron Spelling      | Wendell Corey, Gerald Mohr, Peggie Castle, Morgan Woodward, Robert Burton                                                   |
| 9          | 9         | Vengeance Canyon           | 30. Nov. 1956                       | Robert Florey      | Lawrence L. Goldman                 | Walter Brennan, Ben Cooper, Sheb Wooley                                                                                     |
| 10         | 10        | Return to Nowhere          | 7. Dez. 1956                        | Richard Wilson     | Aaron Spelling                      | Stephen McNally, John Ireland, Audrey Totter                                                                                |
| 11         | 11        | Courage Is a Gun           | 14. Dez. 1956                       | John English       | Frederick Louis Fox                 | Dick Powell, Beverly Garland, Robert Vaughn, James Westerfield, Claude Akins                                                |
| 12         | 12        | Muletown Gold Strike       | 21. Dez. 1956                       | John English       | Aaron Spelling                      | Rory Calhoun, Dabbs Greer, Denver Pyle                                                                                      |
| 13         | 13        | Star Over Texas            | 28. Dez. 1956                       | Lesley Selander    | Harold Shumate                      | Ralph Bellamy, Gloria Talbott, James Garner, Beverly Washburn, Richard Farnsworth                                           |
| 14         | 14        | Three Graves               | 4. Jan. 1957                        | John English       | John McGreevey                      | Jack Lemmon, Frank Ferguson, James Best, G. Pat Collins                                                                     |
| 15         | 15        | No Man Living              | 11. Jan. 1957                       | John English       | Stirling Silliphant                 | Frank Lovejoy, Margaret Hayes, Judson Pratt, James Anderson                                                                 |
| 16         | 16        | Time of Decision           | 18. Jan. 1957                       | Harold D. Schuster | Sidney Morse, Luke Short            | Lloyd Bridges, Diane Brewster, Walter Sande, Bill Erwin, Tommy Cook, Mort Mills, Regis Toomey, Trevor Bardette, Mimi Gibson |
| 17         | 17        | Until the Man Dies         | 25. Jan. 1957                       | John English       | Harold Shumate, Aaron Spelling      | John Payne, Carolyn Jones, Stuart Whitman, Steve Darrell                                                                    |
| 18         | 18        | Backtrail                  | 1. Feb. 1957                        | Christian Nyby     | Harold Swanton                      | Dick Powell, Catherine McLeod, James Anderson, Raymond Bailey, Emile Meyer                                                  |
| 19         | 19        | Dangerous Orders           | 8. Feb. 1957                        | John English       | John McGreevey, D. D. Beauchamp     | Mark Stevens, Jack Elam, Willis Bouchey, Robert Cornthwaite, John Eldredge                                                  |
| 20         | 20        | The Necessary Breed        | 15. Feb. 1957                       | Christian Nyby     | Otis Carney                         | Sterling Hayden, Strother Martin, Gregory Walcott, William Henry, Roy Barcroft                                              |
| 21         | 21        | Village of Fear            | 1. März 1957                        | Christian Nyby     | Antony Ellis                        | David Niven, Ross Elliott, Peter Hansen, DeForest Kelley                                                                    |
| 22         | 22        | Black Creek Encounter      | 8. März 1957                        | Roy Del Ruth       | Bob Barbash                         | Ernest Borgnine, Norma Crane, Jan Merlin, Billy Chapin                                                                      |
| 23         | 23        | There Were Four            | 15. März 1957                       | Christian Nyby     | Berne Giler                         | John Derek, Dean Jagger, David Janssen, Grant Withers, James Komack                                                         |
| 24         | 24        | Fugitive                   | 22. März 1957                       | John English       | Frederick Louis Fox, Aaron Spelling | Eddie Albert, Celeste Holm, Denver Pyle                                                                                     |
| 25         | 25        | A Time to Live             | 5. Apr. 1957                        | Lewis R. Foster    | Aaron Spelling                      | Ralph Meeker, Julie London, John Larch, Forrest Lewis, Walter Barnes                                                        |
| 26         | 26        | Black Is for Grief         | 12. Apr. 1957                       | Lewis Allen        | Aaron Spelling                      | Tom Tully, Tom Tryon, Mala Powers, Chester Morris, Skip Homeier, Beulah Bondi, Mary Astor, Richard Anderson                 |
| 27         | 27        | Badge of Honor             | 3. Mai 1957                         | Arthur Hiller      | John Robinson                       | Gary Merrill, Tom Tully, Robert Culp, Peggy Webber, William Henry                                                           |
| 28         | 28        | Decision at Wilson’s Creek | 17. Mai 1957                        | Louis King         | Marc Brandel, John McGreevey        | John Forsythe, John Dehner, Willis Bouchey, Marjorie Lord                                                                   |
| 29         | 29        | Man on the Run             | 21. Juni 1957                       | Felix E. Feist     | Richard Wormser                     | Scott Brady, Nancy Hale, Eve Miller, Mort Mills                                                                             |

Am 22. Februar 1957 wurde die Folge The Hanging Tree ausgestrahlt. Sie wäre die 21. der ersten Staffel gewesen. In den meisten Listen wird sie aber nicht aufgeführt. Es dürfte sich um eine Wiederholung der Pilotfolge You Only Run Once unter einem anderen Titel handeln.

### Staffel 2
| Nr. (ges.) | Nr. (St.) | Originaltitel              | Erstausstrahlung Vereinigte Staaten | Regie              | Drehbuch                                        | Darsteller |
| ---------- | --------- | -------------------------- | ----------------------------------- | ------------------ | ----------------------------------------------- | --- |
| 30         | 1         | The Deserters              | 4. Okt. 1957                        | Jason Lindsey      | Otis Carney                                     | Dick Powell, Margaret Hayes |
| 31         | 2         | Blood in the Dust          | 11. Okt. 1957                       | Alvin Ganzer       | Sidney Morse                                    | Claudette Colbert, Jeff Morrow, Denver Pyle                                                                                     |
| 32         | 3         | A Gun Is for Killing       | 18. Okt. 1957                       | Thomas Carr        | Aaron Spelling                                  | Edmond O’Brien, Marsha Hunt, Robert Vaughn                                                                                      |
| 33         | 4         | Proud Woman                | 25. Okt. 1957                       | Louis King         | Clarke Reynolds, John McGreevey                 | Hedy Lamarr, Roy Roberts, Val Avery                                                                                             |
| 34         | 5         | Ride a Lonely Trail        | 2. Nov. 1957                        | Alvin Ganzer       | Marion Hargrove                                 | Walter Brennan, John Zaremba, James Anderson                                                                                    |
| 35         | 6         | The Promise                | 8. Nov. 1957                        | Charles F. Haas    | James Leiker                                    | Tommy Sands, Gary Merrill, Carl Benton Reid                                                                                     |
| 36         | 7         | Episode in Darkness        | 15. Nov. 1957                       | John English       | Frederick Louis Fox                             | Dewey Martin, Anne Bancroft, John Anderson, Paul Birch, Bill Erwin, Edith Evanson                                               |
| 37         | 8         | The Open Cell              | 22. Nov. 1957                       | Robert Florey      | Barney Slater                                   | Dick Powell, Marshall Thompson, John Mitchum                                                                                    |
| 38         | 9         | A Man to Look Up To        | 29. Nov. 1957                       | John English       | Gorse O’Connor, Aaron Spelling                  | Lew Ayres, Will Wright, Willis Bouchey, Diane Brewster                                                                          |
| 39         | 10        | The Bitter Land            | 6. Dez. 1957                        | Arthur Hiller      | Barney Slater                                   | Peggy Wood, Dan O’Herlihy, Marian Seldes, Jan Merlin, Richard Beymer                                                            |
| 40         | 11        | Gift from a Gunman         | 13. Dez. 1957                       | John English       | Russell S. Hughes                               | Howard Keel, John Dehner, Michael Landon                                                                                        |
| 41         | 12        | A Gun for My Bride         | 27. Dez. 1957                       | James Sheldon      | Aaron Spelling                                  | Eddie Albert, Jane Greer, Onslow Stevens                                                                                        |
| 42         | 13        | Man Unforgiving            | 3. Jan. 1958                        | James Sheldon      | Bob Barbash                                     | Joseph Cotten, Claude Akins, Johnny Crawford, Dan Blocker                                                                       |
| 43         | 14        | Trial by Fear              | 10. Jan. 1958                       | James Sheldon      | Howard Dimsdale                                 | Robert Ryan, Harold J. Stone, Edward Platt, Raymond Bailey, David Janssen                                                       |
| 44         | 15        | The Freighter              | 17. Jan. 1958                       | Christian Nyby     | Fred Freiberger, Luke Short, Charles A. Wallace | Barbara Stanwyck, Robert H. Harris, John Archer, James Bell, Robert Hoy                                                         |
| 45         | 16        | This Man Must Die          | 24. Jan. 1958                       | James Sheldon      | Russell S. Hughes                               | Dan Duryea, Carole Mathews, Karl Swenson, Joseph Sargent                                                                        |
| 46         | 17        | Wire                       | 31. Jan. 1958                       | James Sheldon      | John McGreevey                                  | Lloyd Bridges, June Vincent, Edward Binns, David Opatoshu, James Drury, Mimi Gibson                                             |
| 47         | 18        | License to Kill            | 7. Feb. 1958                        | James Sheldon      | Antony Ellis                                    | Macdonald Carey, John Ericson, Gene Roth                                                                                        |
| 48         | 19        | Sundown at Bitter Creek    | 14. Feb. 1958                       | Robert Florey      | Aaron Spelling                                  | Dick Powell, Cathy O’Donnell, Nick Adams, Jeanne Cooper, Peter Breck, Tex Ritter                                                |
| 49         | 20        | The Stranger               | 21. Feb. 1958                       | Robert Gordon      | John Falvo                                      | Mark Stevens, Denver Pyle, Walter Barnes, Rachel Ames, William Schallert                                                        |
| 50         | 21        | The Sharpshooter           | 7. März 1958                        | Arnold Laven       | Sam Peckinpah                                   | Chuck Connors, Johnny Crawford, Leif Erickson, Dennis Hopper, Sidney Blackmer, R. G. Armstrong, Virginia Aldridge, Charles Arnt |
| 51         | 22        | Man of Fear                | 14. März 1958                       | James Sheldon      | Aaron Spelling                                  | Dewey Martin, Julie Adams, Arthur Franz                                                                                         |
| 52         | 23        | The Doctor Keeps a Promise | 21. März 1958                       | Robert Gordon      | Harold Swanton                                  | Cameron Mitchell, Forrest Taylor, Peter Breck, Robert Hoy, Ed Nelson                                                            |
| 53         | 24        | Three Days to Death        | 4. Apr. 1958                        | Robert Gordon      | John McGreevey                                  | Michael Rennie, Tom Brown, Ned Glass                                                                                            |
| 54         | 25        | Shadow of a Dead Man       | 11. Apr. 1958                       | Robert Gordon      | Aaron Spelling                                  | Barry Sullivan, Carl Benton Reid, DeForest Kelley                                                                               |
| 55         | 26        | Debt of Gratitude          | 18. Apr. 1958                       | William D. Faralla | John McGreevey                                  | Steve Cochran, James Whitmore, Walter Sande, Robert Ellenstein, Ben Wright                                                      |
| 56         | 27        | Handful of Ashes           | 2. Mai 1958                         | Robert Gordon      | Christopher Knopf                               | Thomas Mitchell, June Lockhart, Gene Evans, Dabbs Greer, William Schallert, David Leland                                        |
| 57         | 28        | A Threat of Violence       | 23. Mai 1958                        | Robert Gordon      | John McGreevey                                  | Cesar Romero, Lyle Bettger, Bruce Cowling                                                                                       |
| 58         | 29        | Utopia, Wyoming            | 6. Juni 1958                        | William D. Faralla | Aaron Spelling                                  | Gary Merrill, Joanne Gilbert, Pernell Roberts, Myron Healey                                                                     |

### Staffel 3
| Nr. (ges.) | Nr. (St.) | Originaltitel              | Erstausstrahlung Vereinigte Staaten | Regie              | Drehbuch                          | Darsteller                                                                                       |
| ---------- | --------- | -------------------------- | ----------------------------------- | ------------------ | --------------------------------- | ------------------------------------------------------------------------------------------------ |
| 59         | 1         | Trail to Nowhere           | 2. Okt. 1958                        | William D. Faralla | Aaron Spelling                    | Barbara Stanwyck, David Janssen, Ian MacDonald, Bill Quinn                                       |
| 60         | 2         | The Scaffold               | 9. Okt. 1958                        | Robert Florey      | Aaron Spelling                    | Dick Powell, Joan Taylor                                                                         |
| 61         | 3         | Homecoming                 | 23. Okt. 1958                       | John English       | Ted Sherdeman                     | Lloyd Nolan, Rachel Ames, Dennis Patrick, Frank Albertson, Virginia Gregg, Anthony Eisley        |
| 62         | 4         | The Accuser                | 30. Okt. 1958                       | John English       | Christopher Knopf                 | David Niven, William Henry                                                                       |
| 63         | 5         | Legacy of a Legend         | 6. Nov. 1958                        | Jerry Hopper       | Robert Libott                     | Lee J. Cobb, John Dehner, Frank Ferguson, Robert Carson                                          |
| 64         | 6         | To Sit in Judgment         | 13. Nov. 1958                       | John English       | Harry Julian Fink                 | Robert Ryan, Betsy Jones-Moreland, Michael Pate, Harry Dean Stanton                              |
| 65         | 7         | The Tall Shadow            | 20. Nov. 1958                       | John English       | John McGreevey                    | John Ericson, Julie Adams, Brad Dexter, Sean McClory, Steve Darrell, Don Durant                  |
| 66         | 8         | The Vaunted                | 27. Nov. 1958                       | David Niven        | Fred Freiberger                   | Jane Greer, Eddie Albert, Regis Toomey, Micky Dolenz, Nora Marlowe                               |
| 67         | 9         | Pressure Point             | 4. Dez. 1958                        | John English       | Morris Lee Green, Bill Walker     | Walter Pidgeon, Carl Benton Reid, Pernell Roberts, Walter Sande, Dabbs Greer, Raymond Bailey     |
| 68         | 10        | Bury Him Dead              | 11. Dez. 1958                       | John English       | John McGreevey                    | Barry Sullivan, Joan Tetzel, John Beradino                                                       |
| 69         | 11        | Let the Man Die            | 18. Dez. 1958                       | Roger Kay          | Aaron Spelling                    | Dick Powell, Marsha Hunt, R. G. Armstrong, John Hoyt, Frank Ferguson, Bill Erwin                 |
| 70         | 12        | Medal for Valor            | 25. Dez. 1958                       | Jesse Hibbs        | Samuel A. Peeples                 | Richard Basehart, Richard Anderson, Paul Fix                                                     |
| 71         | 13        | Living Is a Lonesome Thing | 1. Jan. 1959                        | John English       | Marion Parsonnet                  | Michael Rennie, Michael Landon, Walter Sande, Dennis Patrick, Francis McDonald                   |
| 72         | 14        | Day of the Killing         | 8. Jan. 1959                        | John English       | Frederick Louis Fox               | Paul Douglas, John Litel, Peter Breck                                                            |
| 73         | 15        | Hang the Heart High        | 15. Jan. 1959                       | William D. Faralla | John McGreevey, Luke Short        | Barbara Stanwyck, David Janssen, John Anderson                                                   |
| 74         | 16        | Welcome Home a Stranger    | 22. Jan. 1959                       | Mark Sandrich Jr.  | Barney Slater                     | Dick Powell, Torin Thatcher, James Drury, Dabbs Greer, Ned Glass, Frank Albertson                |
| 75         | 17        | Trail Incident             | 29. Jan. 1959                       | Alvin Ganzer       | Bob Barbash                       | Cameron Mitchell, John Ericson, Tim Considine                                                    |
| 76         | 18        | Make It Look Good          | 5. Feb. 1959                        | Anton Leader       | Francis Rosenwald                 | Arthur Kennedy, Jacqueline Scott, Robert F. Simon, Ed Nelson, Meg Wyllie                         |
| 77         | 19        | A Thread of Respect        | 12. Feb. 1959                       | John English       | Aaron Spelling                    | Danny Thomas, Nick Adams, James Coburn, Denver Pyle, Tommy Cook                                  |
| 78         | 20        | Deadfall                   | 19. Feb. 1959                       | Jerry Hopper       | Frederick Louis Fox, Sloan Nibley | Van Johnson, Harry Townes, Bing Russell, Hampton Fancher, John Zaremba, Grant Withers            |
| 79         | 21        | The Last Raid              | 26. Feb. 1959                       | John English       | Christopher Knopf                 | Fernando Lamas, Rita Moreno, William Reynolds, Peter Coe                                         |
| 80         | 22        | The Loner                  | 5. März 1959                        | Francis D. Lyon    | Aaron Spelling                    | Thomas Mitchell, Marilyn Erskine, Don Durant, Roy Barcroft                                       |
| 81         | 23        | Hanging Fever              | 12. März 1959                       | John English       | Palmer Thompson                   | Frank Lovejoy, Beverly Garland                                                                   |
| 82         | 24        | Trouble at Tres Cruces     | 26. März 1959                       | Sam Peckinpah      | Sam Peckinpah                     | Brian Keith, Neville Brand, Michael Pate, Ted de Corsia, Elsa Cárdenas                           |
| 83         | 25        | Heritage                   | 2. Apr. 1959                        | David Lowell Rich  | Christopher Knopf                 | Edward G. Robinson, Robert Blake, Edward G. Robinson junior                                      |
| 84         | 26        | The Sunrise Gun            | 16. Apr. 1959                       | Phil Karlson       | Bruce Geller                      | Dennis Hopper, Everett Sloane, Ben Cooper, Frank Faylen, Karl Swenson, William Henry, Bill Erwin |
| 85         | 27        | Checkmate                  | 30. Apr. 1959                       | John English       | William R. Cox, Nina Laemmle      | James Whitmore, Marsha Hunt, Mark Miller, Dabbs Greer, William Schallert                         |
| 86         | 28        | Mission to Marathon        | 14. Mai 1959                        | John English       | Christopher Knopf                 | Stephen McNally, John McIntire, Peter Mark Richman, Alan Dexter, Robert Cornthwaite              |
| 87         | 29        | The Law and the Gun        | 4. Juni 1959                        | John English       | Frank Gruber                      | Lyle Bettger, Michael Ansara, Paul Carr                                                          |

### Staffel 4
| Nr. (ges.) | Nr. (St.) | Originaltitel          | Erstausstrahlung Vereinigte Staaten | Regie               | Drehbuch                            | Gastdarsteller                                                                          |
| ---------- | --------- | ---------------------- | ----------------------------------- | ------------------- | ----------------------------------- | --------------------------------------------------------------------------------------- |
| 88         | 1         | Interrogation          | 1. Okt. 1959                        | James Sheldon       | Christopher Knopf                   | Robert Ryan, Harry Townes, Alexander Scourby, Roberto Contreras                         |
| 89         | 2         | The Lone Woman         | 8. Okt. 1959                        | James Sheldon       | Richard Fielder                     | Barbara Stanwyck, Martin Balsam, Veronica Cartwright                                    |
| 90         | 3         | Confession             | 15. Okt. 1959                       | Frank Baur          | Ellis Marcus                        | Dick Powell, Charles Aidman, Jason Wingreen, Rance Howard                               |
| 91         | 4         | The Lonely Gun         | 22. Okt. 1959                       | André De Toth       | Richard Carr                        | Barry Sullivan, Patricia Donahue, Wayne Rogers, Paul Birch, Robert Hoy, Bill Erwin      |
| 92         | 5         | Hand on the Latch      | 29. Okt. 1959                       | John English        | Donald S. Sanford                   | Anne Baxter, Paul Richards, Adeline De Walt Reynolds                                    |
| 93         | 6         | Shadows                | 5. Nov. 1959                        | Robert Ellis Miller | Bruce Geller                        | Frank Lovejoy, Paul Carr, Alan Dexter, Dyan Cannon, Paul Sorensen, James McCallion      |
| 94         | 7         | Mission                | 12. Nov. 1959                       | William D. Faralla  | Aaron Spelling                      | Sammy Davis, Jr., Abraham Sofaer, James Edwards, Roy Glenn, Hari Rhodes                 |
| 95         | 8         | Lonesome Road          | 19. Nov. 1959                       | Sam Peckinpah       | Jack Curtis, Sam Peckinpah          | Edmond O’Brien, Rita Lynn, Howard Caine                                                 |
| 96         | 9         | King of the Valley     | 26. Nov. 1959                       | John English        | Mel Goldberg                        | Walter Pidgeon, Leora Dana, Karl Swenson                                                |
| 97         | 10        | Rebel Range            | 3. Dez. 1959                        | Don Medford         | Kathleen Hite                       | Joan Crawford, Scott Forbes, Don Grady, John Anderson                                   |
| 98         | 11        | Death in a Wood        | 17. Dez. 1959                       | Paul Stanley        | Saul Levitt                         | Dick Powell, Simon Oakland, Don Grady                                                   |
| 99         | 12        | The Grubstake          | 24. Dez. 1959                       | David Lowell Rich   | Harold Swanton                      | Cameron Mitchell, Ben Piazza, John Frederick                                            |
| 100        | 13        | The Ghost              | 31. Dez. 1959                       | Robert Morgan       | Donn Mullally                       | Mel Ferrer, Henry Brandon, Robert Hoy                                                   |
| 101        | 14        | Miss Jenny             | 7. Jan. 1960                        | Sam Peckinpah       | Robert Heverly, Sam Peckinpah       | Vera Miles, Ben Cooper, Jack Elam                                                       |
| 102        | 15        | The Reckoning          | 14. Jan. 1960                       | Don Taylor          | Richard Fielder                     | Cesar Romero, Stephen McNally, Ed Nelson, Jeff Morris                                   |
| 103        | 16        | Wayfarers              | 21. Jan. 1960                       | David Niven         | James E. Moser                      | James Whitmore, Felicia Farr, Walter Sande, Nora Marlowe                                |
| 104        | 17        | Picture of Sal         | 28. Jan. 1960                       | William D. Faralla  | Robert Libott                       | Rod Taylor, Carolyn Jones                                                               |
| 105        | 18        | Never Too Late         | 4. Feb. 1960                        | William D. Faralla  | Bruce Geller                        | Ginger Rogers, Richard Eastham, Roy Barcroft                                            |
| 106        | 19        | The Man in the Middle  | 11. Feb. 1960                       | Rudolph Maté        | Howard Dimsdale                     | Michael Rennie, Richard Jaeckel, Louis Jean Heydt, James Anderson                       |
| 107        | 20        | Guns for Garibaldi     | 18. Feb. 1960                       | Mark Stevens        | Franklin Coen                       | Fernando Lamas, Mary LaRoche, Al Ruscio                                                 |
| 108        | 21        | The Sunday Man         | 25. Feb. 1960                       | William D. Faralla  | Charles A. Wallace                  | Brian Donlevy, Leif Erickson, Dean Jones, Ross Elliott, Jeanne Bates                    |
| 109        | 22        | Set-Up                 | 3. März 1960                        | Robert Florey       | Robert Blees                        | Phyllis Kirk, Steve Forrest, Robert Gist, Bill Quinn                                    |
| 110        | 23        | A Small Town That Died | 10. März 1960                       | Robert Florey       | Bob Barbash                         | Dick Powell, Henry Hull, Beverly Garland, Denver Pyle, William Bryant, Roy N. Sickner   |
| 111        | 24        | Killer Instinct        | 17. März 1960                       | Murray Golden       | Larry Cohen, Elliot West            | Wendell Corey, Marc Lawrence, Howard Petrie                                             |
| 112        | 25        | Sundown Smith          | 24. März 1960                       | William D. Faralla  | Heck Allen                          | Jack Carson, Simon Oakland, John Hoyt                                                   |
| 113        | 26        | Calico Bait            | 31. März 1960                       | Robert Ellis Miller | Raphael Hayes                       | Robert Culp, Inger Stevens, DeForest Kelley, Paul Sorensen                              |
| 114        | 27        | Seed of Evil           | 7. Apr. 1960                        | Paul Stanley        | Palmer Thompson                     | Raymond Massey, Cara Williams, Myron Healey, Marion Ross, William Henry, Conlan Carter  |
| 115        | 28        | Deception              | 14. Apr. 1960                       | Lamont Johnson      | Terrence Kilpatrick, Harold Medford | Barry Nelson, Peggy Ann Garner, Jack Elam, Alan Hale junior, Raymond Bailey, Robert Hoy |
| 116        | 29        | Stagecoach to Yuma     | 5. Mai 1960                         | William D. Faralla  | Luke Short, Charles A. Wallace      | Dewey Martin, Jane Greer, Tom Drake, Raymond Bailey                                     |

### Staffel 5
| Nr. (ges.) | Nr. (St.) | Originaltitel            | Erstausstrahlung Vereinigte Staaten | Regie               | Drehbuch                        | Darsteller                                                                                    |
| ---------- | --------- | ------------------------ | ----------------------------------- | ------------------- | ------------------------------- | --------------------------------------------------------------------------------------------- |
| 117        | 1         | A Gun for Willie         | 6. Okt. 1960                        | David Lowell Rich   | Howard Dimsdale                 | Ernest Borgnine, Arthur Shields, Paul Birch, Dub Taylor, Paul Sorensen                        |
| 118        | 2         | Desert Flight            | 13. Okt. 1960                       | Budd Boetticher     | Jim Byrnes, Joseph Byrnes       | Dick Powell, James Coburn, Ben Cooper, Robert Hoy, Rand Brooks                                |
| 119        | 3         | Cry Hope! Cry Hate!      | 20. Okt. 1960                       | Abner Biberman      | Margaret Armen                  | June Allyson, Paul Fix, Robert Crawford junior                                                |
| 120        | 4         | The Ox                   | 3. Nov. 1960                        | David Lowell Rich   | Giulio Anfuso, Estelle Conde    | Burl Ives, Whit Bissell, Edward Platt, Bill Erwin                                             |
| 121        | 5         | So Young the Savage Land | 10. Nov. 1960                       | Richard Donner      | Stephen Lord                    | Claudette Colbert, John Dehner, Chris Robinson, Harry Dean Stanton, Roy Barcroft              |
| 122        | 6         | Ransom                   | 17. Nov. 1960                       | Budd Boetticher     | Harry Julian Fink               | Lloyd Bridges, Claude Akins, Ed Nelson, Michael Parks                                         |
| 123        | 7         | The Last Bugle           | 24. Nov. 1960                       | Budd Boetticher     | Otis Carney                     | Robert Cummings, Michael Pate, Robert Warwick, Robert Carricart                               |
| 124        | 8         | The Black Wagon          | 1. Dez. 1960                        | Tom Gries           | David T. Chantler               | Esther Williams, Larry Pennell, Joseph Sargent                                                |
| 125        | 9         | Knife of Hate            | 8. Dez. 1960                        | Otto Lang           | John Marsh                      | Lloyd Nolan, Susan Oliver, Wladimir Sokoloff, Marjorie Bennett                                |
| 126        | 10        | The Mormons              | 15. Dez. 1960                       | Dick Moder          | Lou Morheim                     | Stephen McNally, Tuesday Weld, Mark Goddard, Bing Russell                                     |
| 127        | 11        | The Man from Yesterday   | 22. Dez. 1960                       | Otto Lang           | Don Ingalls                     | Wendell Corey, Marsha Hunt, John Anderson                                                     |
| 128        | 12        | Morning Incident         | 29. Dez. 1960                       | Tom Gries           | Mort Thaw                       | Martha Hyer, Robert Culp                                                                      |
| 129        | 13        | Ambush                   | 5. Jan. 1961                        | Budd Boetticher     | Richard Fielder                 | Dick Powell, Jack Elam, Harry Dean Stanton, Conlan Carter                                     |
| 130        | 14        | One Must Die             | 12. Jan. 1961                       | Lewis Allen         | Peter Germano                   | Joan Crawford, Philip Carey, Carl Benton Reid, Ben Wright                                     |
| 131        | 15        | The Long Shadow          | 19. Jan. 1961                       | Budd Boetticher     | Richard Fielder                 | Ronald Reagan, Nancy Reagan, Walter Sande                                                     |
| 132        | 16        | Blood Red                | 26. Jan. 1961                       | David Lowell Rich   | Stephen Lord                    | Carolyn Jones, Sterling Holloway, Iron Eyes Cody                                              |
| 133        | 17        | Honor Bright             | 2. Feb. 1961                        | Robert Ellis Miller | John Furia                      | Danny Thomas, Ed Nelson, Robert Warwick, Grace Lee Whitney, Natalie Norwick, Marlo Thomas     |
| 134        | 18        | The Broken Wing          | 9. Feb. 1961                        | Don Taylor          | Christopher Knopf               | Arthur O’Connell, David Ladd, John Larch                                                      |
| 135        | 19        | The Silent Sentry        | 16. Feb. 1961                       | Norman Powell       | Aaron Spelling                  | Don Taylor, Dick Powell                                                                       |
| 136        | 20        | The Bible Man            | 23. Feb. 1961                       | Don Taylor          | Elizabeth Campbell Ward         | Art Linkletter                                                                                |
| 137        | 21        | The Scar                 | 2. März 1961                        | Dick Moder          | Shirl Hendryx                   | Lew Ayres, Mort Mills, Patricia Barry, Alan Hale junior, Michael Parks                        |
| 138        | 22        | Knight of the Sun        | 9. März 1961                        | Don Taylor          | John Furia                      | Dan Duryea, Constance Towers                                                                  |
| 139        | 23        | A Warm Day in Heaven     | 23. März 1961                       | Don Taylor          | Howard Dimsdale, Aaron Spelling | Lon Chaney junior, Thomas Mitchell, William Schallert, Bill Erwin, Malcolm Atterbury          |
| 140        | 24        | The Empty Shell          | 30. März 1961                       | David Lowell Rich   | Bruce Geller                    | Jan Murray, Jean Hagen, Denver Pyle, Dub Taylor, Marjorie Bennett                             |
| 141        | 25        | The Atoner               | 6. Apr. 1961                        | László Benedek      | Howard Dimsdale                 | Herbert Marshall, Edward Binns, Virginia Gregg                                                |
| 142        | 26        | Man from Everywhere      | 13. Apr. 1961                       | Don Taylor          | Frederick Louis Fox             | Cesar Romero, Burt Reynolds, Ruta Lee, Dabbs Greer                                            |
| 143        | 27        | The Release              | 27. Apr. 1961                       | Joseph H. Lewis     | Calvin Clements Sr.             | Gary Merrill, Cesare Danova, Lee Kinsolving, Bill Quinn, Howard St. John                      |
| 144        | 28        | Storm Over Eden          | 4. Mai 1961                         | Dick Moder          | Stephen Lord                    | John Derek, Nancy Gates, Robert Middleton, Harry Dean Stanton, Roberto Contreras              |
| 145        | 29        | Image of a Drawn Sword   | 11. Mai 1961                        | Bernard L. Kowalski | Christopher Knopf               | Lloyd Bridges, Royal Dano, Beau Bridges, Buck Taylor, Susan Oliver                            |
| 146        | 30        | Jericho                  | 18. Mai 1961                        | Harry Keller        | Herb Meadow                     | Guy Madison, Beverly Garland, Claude Akins, Les Tremayne, Allison Hayes, John Hoyt, Roy Glenn |

## In Deutschland ausgestrahlte Episoden
Von den 146 Episoden wurden nur die folgenden 26 in Deutschland gezeigt. Ihre Erstausstrahlungen im Ersten starteten am 5. Januar 1962 und endeten im Juni 1962.
| Folgennummer deutsch | Deutscher Titel                       | Folgennummer original | Originaltitel           |
| -------------------- | ------------------------------------- | --------------------- | ----------------------- |
| 1x01                 | Die Angst war schneller               | 1x02                  | Fearful Courage         |
| 1x02                 | Wenn die Sonne stirbt                 | 2x02                  | Blood in the Dust       |
| 1x03                 | Nur Sonne und Staub                   | 2x05                  | Ride a Lonely Trail     |
| 1x04                 | Die Augenzeugin                       | 2x07                  | Episode in Darkness     |
| 1x05                 | Ein Galgen für die Gerechtigkeit      | 2x09                  | A Man to Look up To     |
| 1x06                 | Das Ende einer Flucht                 | 2x14                  | Trial by Fear           |
| 1x07                 | Urlaub bis zum Hängen                 | 2x16                  | This Man Must Die       |
| 1x08                 | Die rechte Hand des Sheriffs          | 2x18                  | License to Kill         |
| 1x09                 | Einer gegen Ben                       | 2x26                  | Debt of Gratitude       |
| 1x10                 | Ein Stiefel ohne Sporen               | 2x28                  | A Threat of Violence    |
| 1x11                 | Frank McKinnon kehrt zurück           | 3x05                  | Legacy of a Legend      |
| 1x12                 | Eine Null weniger                     | 3x07                  | The Tall Shadow         |
| 1x13                 | Ein Sheriff für den Frieden           | 3x16                  | Welcome Home a Stranger |
| 1x14                 | Schmutzige Dollar                     | 3x20                  | Deadfall                |
| 1x15                 | Ein Revolver voll Whisky              | 3x22                  | Man Alone 1             |
| 1x16                 | Der Marshal ohne Stern                | 3x29                  | The Law and the Gun     |
| 1x17                 | Reiter für den Frieden                | 4x07                  | Mission                 |
| 1x18                 | Es ist nie zu spät                    | 4x18                  | Never Too Late          |
| 1x19                 | Nur eine Rothaut                      | 4x19                  | The Man in the Middle   |
| 1x20                 | Garibaldis Gewehre                    | 4x20                  | Guns for Garibaldi      |
| 1x21                 | Die standhaften Dollars               | 4x28                  | Deception               |
| 1x22                 | Ausverkauf im Heldentum               | 5x01                  | A Gun for Willie        |
| 1x23                 | Fremder, für dich ist hier kein Platz | 5x04                  | The Ox                  |
| 1x24                 | Nach Jahr und Tag                     | 5x21                  | The Scar                |
| 1x25                 | Duell mit einer Kugel                 | 5x24                  | The Empty Shell         |
| 1x26                 | Folgen Sie uns, Duval!                | 5x27                  | The Release             |

Anmerkungen